# Nikolaï Kharitonov (volley-ball, 1990)
Pour les articles homonymes, voir Kharitonov.
Nikolaï Sergueïevitch Kharitonov (en russe : Никола́й Серге́евич Харито́нов) est un joueur russe de volley-ball né le 22 mai 1990 à Obninsk (oblast de Kalouga, alors en URSS). Il mesure 2,06 m et joue central.

## Clubs
| Club                   | De        | À         |
| ---------------------- | --------- | --------- |
| Dinamo Moscou          | 2010-2011 | 2012-2013 |
| Iaroslavitch Iaroslavl | 2013-2014 | ...       |

## Palmarès

### Club et équipe nationale
- Coupe de la CEV (1)
  - Vainqueur : 2012
- Championnat de Russie
  - Finaliste : 2012